# Вілья-дель-Прадо
Вілья-дель-Прадо (ісп. Villa del Prado) — муніципалітет в Іспанії, у складі автономної спільноти Мадрид. Населення — 6462 особи (2010).
Муніципалітет розташований на відстані близько 55 км на захід від Мадрида.
На території муніципалітету розташовані такі населені пункти: (дані про населення за 2010 рік)
- Аламін: 0 осіб
- Енсінар-дель-Альберче: 852 особи
- Вілья-дель-Прадо: 5583 особи
- Лос-Сінко-Сотос: 0 осіб
- Дееса-Аламар-і-Лос-Парралес: 2 особи
- Лас-Ояс: 20 осіб
- Поведа-і-Лос-Альбаналес: 5 осіб

## Демографія
Динаміка населення (INE ):

## Галерея зображень

Розташування муніципалітету у автономній спільноті Мадрид